# Sven d'Ailly
Sven Adolf Hack d’Ailly, född 1 januari 1892 i Stockholm, död 14 augusti 1969 i Täby, var en svensk operasångare (bas), lutspelare, regissör och skådespelare.

## Biografi
Efter studentexamen 1911 studerade d’Ailly juridik vid Stockholms högskola 1911–1913 och sång för Agnes Ekholm och Gillis Bratt samt i Tyskland och Frankrike. Han scendebuterade som Erik i Värmlänningarna 1912 i Karin Swanströms sällskap som han därefter tillhörde 1912–1913. De följande tio åren var han engagerad vid Albert Ranfts teatrar, där han sjöng operett men även hade tal- och filmroller.
År 1923 operadebuterade d’Ailly vid Kungliga Teatern i titelrollen i Figaros bröllop. Han var därefter engagerad vid Stockholmsoperan både som sångare och regissör och medverkade i en mängd uppsättningar. Han tjänstgjorde också som lärare i sång och scenisk framställning i Kungliga Musikhögskolans operaklass.
d’Ailly var även stormästare i Par Bricole 1959–1967. Han var riddare av Nordstjärneorden och Vasaorden.
Han var son till byråchefen Adolf d’Ailly och Emilie Mathilda Uggla. Släkten d’Ailly inflyttade till Sverige från Frankrike i slutet av 1500-talet. d’Ailly gifte sig 1918 med skådespelerskan Blanche Engelbrechtsson, som avled 1932, och andra gången 1935 med telegrafexpeditören Hildur Frisk, ursprungligen Marie Leontine Hübinette.

## Filmografi
- 1919 – Ingmarssönerna
- 1942 – Doktor Glas
- 1944 – Mitt folk är icke ditt
- 1947 – Tösen från Stormyrtorpet
- 1953 – Ingen mans kvinna
- 1961 – Stöten

## Teater

### Roller (urval)
| År   | Roll                     | Produktion                                                                           | Regi            | Teater          |
| ---- | ------------------------ | ------------------------------------------------------------------------------------ | --------------- | --------------- |
| 1913 | Pisch-Tusch              | Mikadon W.S. Gilbert och Arthur Sullivan                                             | August Bodén    | Oscarsteatern   |
| 1915 |                          | Lyckoflickan Edmond Audran, Alfred Duru och Henri Charles Chivot                     | Axel Ringvall   | Oscarsteatern   |
| 1917 |                          | Jungfruburen Alfred Maria Willner, Heinz Reichert, Franz Schubert och Heinrich Berté |                 | Oscarsteatern   |
| 1917 | Eugen von Rohnsdorff     | Csardasfurstinnan Emmerich Kálmán, Leo Stein och Béla Jenbach                        | Oskar Textorius | Oscarsteatern   |
| 1917 | Gesanten i rött          | Kejsarinnan Maria Théresia Leo Fall, Julius Brammer och Alfred Grünwald              | Oskar Textorius | Oscarsteatern   |
| 1921 | Major von Wangenheim     | Tiggarstudenten Karl Millöcker, Richard Genée och Friedrich Zell                     | Elvin Ottoson   | Oscarsteatern   |
| 1934 | En främmande passagerare | Per Gynt (Peer Gynt) Henrik Ibsen                                                    | Per Lindberg    | Kungliga Operan |